# Adnan Szachbułatow
Adnan Makkajewicz Szachbułatow ros. Аднан Шахбулатов (ur. 27 grudnia 1937 w Urus-Martan, zm. 4 czerwca 1992 w Groznym) – czeczeński kompozytor i muzyk.

## Życiorys
Po ukończeniu szkoły muzycznej w Groznym, w latach 1960–1963 kontynuował naukę w konserwatorium im. Gniesinych w Moskwie (Государственный музыкальный колледж имени Гнесиных), pod kierunkiem G.I. Litinskiego. Po powrocie do Czeczenii zaangażował się w działalność na rzecz odrodzenia kultury czeczeńskiej, komponując pieśni, inspirowane motywami ludowymi.
29 października 1973 uległ wypadkowi samochodowemu, kiedy jechał do Ordżonikidze, gdzie miał przewodniczyć obradom jury konkursu muzycznego. Skutkiem wypadku było trwałe kalectwo. Na ostatnie dwadzieścia lat życia został przykuty do łóżka.
W dorobku kompozytorskim Szachbułatowa znajdują się cykle symfoniczne, a także dzieła inspirowane poezją Michaiła Lermontowa i Nikołaja Rubcowa. Był członkiem Związku Kompozytorów Rosji i pierwszym przewodniczącym Związku Kompozytorów Czeczeńsko-Inguskiej ASRR. Został wyróżniony tytułem Zasłużonego Działacza Kultury RFSRR.
W 1993 jedną z ulic w Groznym nazwano jego imieniem (w 2000 nazwę ponownie zmieniono).
W życiu prywatnym był żonaty (żona Zoja), miał córkę Indirę.

## Twórczość
- Cykl wokalno-symfoniczny Z poezji czeczeno-inguskiej
- Cykl Północna Elegia
- Kantata liryczna Razłuka